# Senexefigia reticulata
Agraecia reticulata
Espèce
Synonymes
- †Agraecia reticulata Piton & Théobald, 1939

Senexefigia reticulata est une espèce fossile d'insectes orthoptères de la famille des Tettigoniidae.

## Classification
L'espèce Senexefigia reticulata est décrite en 1939 par les paléontologues français Louis Émile Piton (1909-1945) et Nicolas Théobald (1903-1981), sous le protonyme Agraecia reticulata. 

### Fossiles
L'holotype, MNHN-F-R55027, de l'ère Cénozoïque, et de l'époque Oligocène (33,9 à 23,03 Ma) fait partie des collections du muséum national d'histoire naturelle de Paris et vient de la localité Puy-Saint-Jean sur la commune Mur-sur-Allier dans le Puy-de-Dôme, juste au Nord-Est du Puy de Mur et à proximité de la rivière l'Allier, moins de un kilomètre.

### Étymologie
L'épithète spécifique reticulata signifie en latin « en filet ».

### Renommage
L'espèce Agraecia reticulata a été recombinée en Senexefigia reticulata par Juliana Chamorro-Rengifo (d), Holger Braun (d) et Cristiano Lopes-Andrade (d) en 2015,

## Description

### Caractères
« Le fossile montre la partie basale d'un élytre. On remarque très nettement deux nervures longitudinales (2 et 3) sensiblement parallèles et très voisines. La nervure antérieure est une nervure basse et émet vers l'avant quelques ramifications secondaires. De la base de l'aile sort une nervure haute se ramifiant plusieurs fois et formant une sorte de champ costal. La nervure 3 est une nervure haute. Elle se divise en émettant vers l'arrière une nervure 4. Une autre nervure haute issue de la base de l'aile se divise bientôt en donnant une nervure (5) qui se rapproche sensiblement de la nervure 4 et qui émet plusieurs nervures obliques vers l'arrière. Entre ces nervures longitudinales se trouvent un grand nombre de petites nervures secondaires en réseau. ».

### Dimensions
« Longueur conservée : 26 mm. De la base de l'aile à la ramification de la nervure 3 : 16 mm. Longueur probable de l'élytre : 45 mm ».

## Affinités
« Il s'agit d'un élytre d'Orthoptère. En comparant la nervation avec celle des groupes actuels, on est amené à rapprocher cet échantillon de la famille des Locustidae. La sous-famille des Agraeciinae montre les types les plus voisins par la nervation… Le genre Agraecia Serville renferme une quinzaine d'espèces ayant une nervation semblable. ».

### Publication originale
- [1939] Louis Émile Piton et Nicolas Théobald, « Poissons, Crustacés et Insectes fossiles de l'Oligocène du Puy-de-Mur (Auvergne) », Mémoires de la Société des Sciences de Nancy,‎ 1939, p. 11-47.